# 小笠公韶
小笠 公韶（おがさ こうしょう、1904年12月16日 - 1985年9月13日）は、日本の商工官僚、政治家。衆議院議員（5期）。参議院議員（1期）。

## 経歴
旧制八高を経て1929年に東京帝国大学経済学部を卒業後、商工省入省。
1950年、中小企業庁長官。
1952年の第25回衆議院議員総選挙徳島県全県区に自由党から出馬するが、落選。1953年の第26回衆議院議員総選挙で初当選。以後5期務める。派閥は岸派。
1957年の第1次岸改造内閣で通商産業政務次官を、1958年から第2次岸改造内閣で内閣官房副長官をそれぞれ務める。
1969年の第32回衆議院議員総選挙で落選した後、参議院にくら替えし、1971年の参議院議員通常選挙徳島県選挙区で、三木與吉郎（参議院議員3期、衆議院議員1期、元徳島市長三木俊治の父）の後継者として、三木武夫の推す自民党公認の伊藤薫を破り、当選（無所属）。
1985年、死去。80歳没。死没日をもって勲一等瑞宝章追贈（勲四等からの昇叙）。

## 元秘書
- 西川政善（元小松島市長）